# ماري كاسل
ماري كاسل (بالإنجليزية: Mary Castle)‏ هي ممثلة أمريكية، ولدت في 22 يناير 1931 في بامبا في الولايات المتحدة، وتوفيت في 29 أبريل 1998 في بالم سبرينغس في الولايات المتحدة بسبب سرطان الرئة.

## وصلات خارجية
- ماري كاسل على موقع IMDb (الإنجليزية)
- ماري كاسل على موقع ديسكوغز (الإنجليزية)
- ماري كاسل على موقع قاعدة بيانات الفيلم (الإنجليزية)